# Comuna Lîșce, Luțk
Lîșce (în ucraineană Лище) este o comună în raionul Luțk, regiunea Volînia, Ucraina, formată din satele Lîșce (reședința) și Vorotniv.

## Demografie
Componența lingvistică a satului Lîșce
     Ucraineană (99,18%)
     Alte limbi (0,47%)
Conform recensământului din 2001, majoritatea populației satului Lîșce era vorbitoare de ucraineană (99,18%), existând în minoritate și vorbitori de alte limbi.